# Ель-Кунейтра
33°7′32″ пн. ш. 35°49′26″ сх. д. / 33.12556° пн. ш. 35.82389° сх. д.
Ель-Кунейтра (араб. القنيطرة) — покинуте місто на південному заході Сирії під управлінням ООН, столиця провінції Ель-Кунейтра.

## Історія
У 1967 році після Шестиденної війни місто відійшло Ізраїлю. Під час війни Судного дня в 1973 році в місто знову увійшли сирійські війська. В Кунейтрі сконцентрувалася половина всієї сирійської військової могутності. 21 жовтня того ж року місто зазнало жорстокого бомбардування ВПС Ізраїлю. Далі відбулася наземна операція, під час якої Кунейтра була повністю зруйнована. До закінчення війни ізраїльська армія встигла після захоплення міста просунутися вглиб сирійської території так, що опинилася на відстані близько 40 кілометрів від Дамаска.
У травні 1974 року з ініціативи США між Ізраїлем і Сирією було підписано Угоду про роз'єднання, за яким територія, окупована Ізраїлем була перетворена в демілітаризовану буферну зону під управлінням ООН. У регіон були введені Надзвичайні збройні сили ООН і створені Сили зі спостереження за роз'єднанням.
До 1973 населення міста становило 17 тисяч осіб.
Кунейтра була повернута Сирії за відомим «Договором про поділ сил між Ізраїлем і Сирією» від 31 травня 1974 року, ініційованого США, де в пункті Б (1) записана вимога:

Вся територія на схід від лінії А буде підкорятися сирійській адміністрації, і сирійські громадяни повернуться на цю територію.

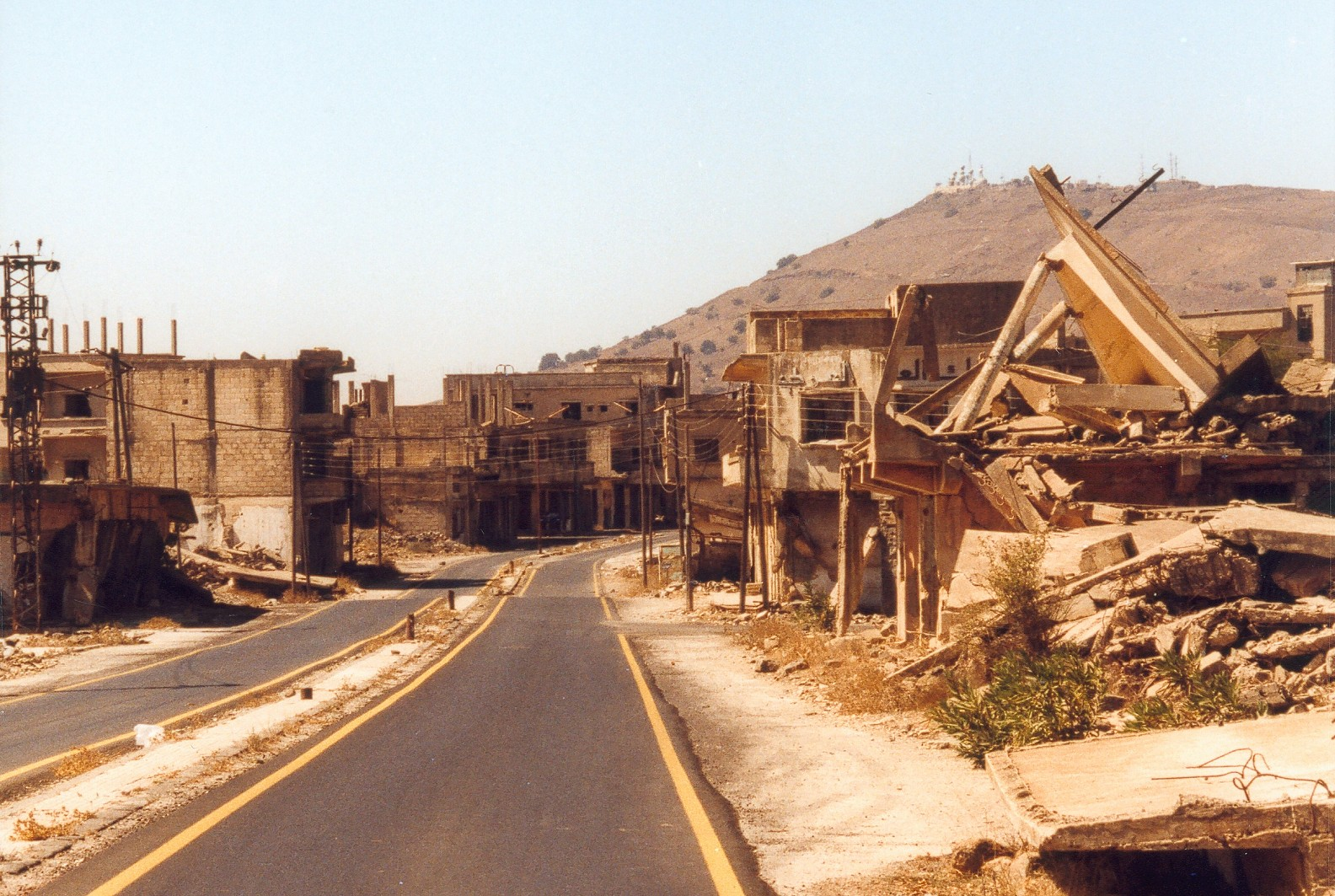
Руїни міста

За даними американського історика Данієля Пайпса, відомого підтримкою Ізраїлю, сирійська влада заради досягнення пропагандистського ефекту не дозволила населенню повернутися в місто до свого звичайного життя і відтоді демонструє руїни міста, як результат ізраїльського "безпрецедентного тероризму і жорстокості. Однак, міжнародна правозахисна організація «Комітет зі спостереження за точністю повідомлень з Близького Сходу» ґрунтуючись на аналізі даних західних ЗМІ за 1967–1974 рр., Встановила, що руйнування міста -[що?]. Результат бойових дій з боку Сирії, яка в спробах обстріляти ізраїльські позиції на Голанах, в 1970—1973 роках годинами піддавала Кунейтра потужним артилерійським обстрілам.

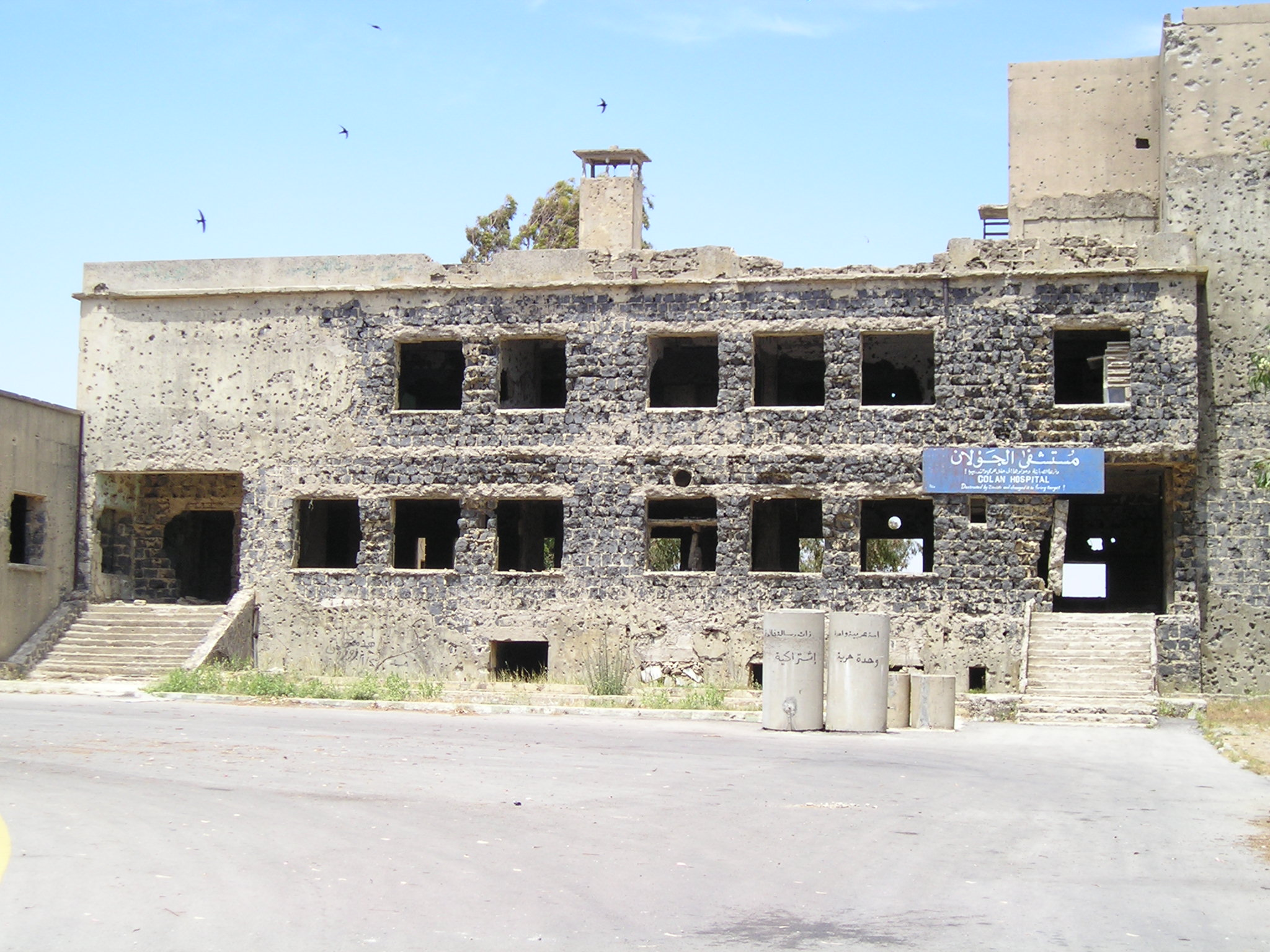
Руїни госпіталю

Спеціальний представник генерального секретаря Організації Об'єднаних Націй Нільс-Горан Гюссінг відвідав Кунейтру в липні та повідомив, що «майже кожен магазин і кожен будинок, здавалося, були зламані та розграбовані, і що деякі будівлі були підпалені після того, як вони були обідрані». Хоча ізраїльські представники повідомили Гюссінга, що Кунейтра була розграбована сирійцями, що відступали, представник ООН розцінює це як малоймовірне, враховуючи надзвичайно короткий проміжок часу між помилковим оголошенням по радіо про падіння і дійсним падінням міста кілька годин потому. Він прийшов до висновку, що «відповідальність за здійснення цього великого розграбування міста Ель-Кунейтра лежала значною мірою на ізраїльських силах.»
Комітет США у справах біженців та іммігрантів повідомив, що «Перед відходом ізраїльтяни вирівняли місто за допомогою бульдозерів і динаміту.»
З 1974 року Кунейтра знаходиться в нейтральній демілітаризованій смузі між ізраїльським і сирійським кордоном контрольованій силами ООН. Місто залишається практично незаселеним досі.
У Ель-Кунейтру пускали тільки в супроводі сирійського офіцера і на спеціальній машині.
6 червня 2013 року сусідній прикордонний перехід Кунейтра був атакований повстанськими силами та тимчасово зайнятий, перш ніж його знову зайняла сирійська армія Баас. У липні 2013 року сили опозиції атакували військовий контрольно-пропускний пункт у Кунейтрі, а наступного дня атакували кілька позицій сирійської армії Баас у тому ж місті.
У серпні 2014 року сили повстанців взяли під контроль перехід. У боях був поранений філіппінський член Миротворчих сил Організації Об'єднаних Націй (UNDOF). В результаті австрійський уряд оголосив про виведення своїх військ з місії ООН.
26 липня 2018 року сирійська армія Баас знову окупувала місто Кунейтра.
У грудні 2024 року місто було окуповане силами ЦАХАЛу (Ізраїль).